# FN Herstal
Fabrique Nationale de Herstal (skraćeno FN Herstal ili FNH) je belgijska industrija oružja iz grada Herstala. Tvrtka je podružnica belgijske grupacije Herstal koja u vlasništvu ima još nekolicinu industrija oružja.
Osim u Belgiji, FN Herstal ima vlastitu tvrtku FN Manufacturing LLC. u gradu Columbiji u američkoj saveznoj državi Južnoj Karolini koja proizvodi jurišne puške FN SCAR i M16, puškomitraljeze M240 i M249 te ostalo oružje. S druge strane, tvrtka FNH USA koja se nalazi u Virginiji, bavi se prodajom oružja te marketingom i promicanjem branda FN Herstal u SAD-u.
Neki od najuspješnijih proizvoda tvrtke bili su pištolji Five-seveN, automatske puške FN FAL, FN FNC, FN F2000, automat FN P90, puškomitraljez FN Minimi i ostali. Oružje tvrtke koristi se u vojskama preko 100 zemalja svijeta. Također, tvrtka se bavila i licencnom proizvodnjom oružja kao Uzi, M2 Browning, M16 i dr.

## Povijest
FN Herstal je 1889. osnovan u malom gradu Herstalu pokraj Liègea kao Fabrique Nationale d'Armes de Guerre (hrv. Nacionalna industrija oružja za rat). Prvotno je osnovana za proizvodnju 150.000 Mauserovih pušaka koje je naručila belgijska Vlada. Tvrtka je 1897. stupila u dugotrajni poslovni odnos s Johnom Browningom, poznatim dizajnerom oružja.
Početkom 1900-ih tvrtka je proizvodila automobile te je u Belgiji bila važan proizvođač motocikala (do 1965.) i kamiona (do 1970.).
Pištolj FN Model 1910 korišten je u sarajevskom atentatu na austrougarskog prijestonasljednika Franza Ferdinanda što je bio povod za početkom 1. svjetskog rata.
Jedno od modernijih oružja FN Herstala je automatska puška FN SCAR koja je izvorno namijenjena američkoj vojsci, preciznije:
- Američkoj jedinici za specijalne operacije (eng. U.S. Special Operations Command - SOCOM),
- 75. rendžerskoj pukovniji (eng. 75th Ranger Regiment) i
- Američkom marinskom korpusu (eng. U.S. Marine Corps).

Zbog toga FN u američkoj saveznoj državi Južnoj Karolini ima vlastitu tvrtku FN Manufacturing LLC. za proizvodnju oružja za američko tržište.

## Proizvodi
| Pištolji                          | Pištolji | Pištolji | Pištolji                | Pištolji | Pištolji |
| --------------------------------- | -------- | --- | ----------------------- | -------- | --- |
| Hi-Power                          |          | Pištolj koji koristi streljiva kalibra 9x19mm Parabellum i .40 S&W. Jedan je od najčešće korištenih vojnih pištolja svih vremena te je u službi preko 50 nacionalnih oružanih snaga.              | FN Five-seveN           |          | Lagani pištolj izrađen od polimera s okvirom od 20 metaka a dizajnirn je da koristi FN-ovo streljivo kalibra 5.7x28mm. U službi je preko 40 vojski i policija diljem svijeta.                     |
| FN FNP                            |          | Serija pištolja izrađenih od polimera. U ponudi je više modela koji koriste različito streljvo (9x19mm Parabellum, .357 SIG, .40 S&W, i .45 ACP).                                                 | FN FNX                  |          | Nadograđena verzija FNP serije pištolja koji koroste streljivo kalibra 9x19mm Parabellum i .40 S&W.                                                                                               |
| FN HP-DA                          |          | Modificirana inačica Hi-Power modela a koristi 9x19mm Parabellum streljivo. | FN M1900                |          | Poluautomatski pištolj sa streljivom kalibra .32 ACP. |
| FN M1903                          |          | Poluautomatski pištolj sa streljivom kalibra .32 ACP i 9x20mm Long Browning. | FN M1905                |          | Poluautomatski pištolj sa streljivom kalibra .25 ACP |
| FN M1910                          |          | Pištolj sa streljivom kalibra .32 ACP i .380 ACP. | FN Forty-Nine           |          | Pištolj koji koristi streljiva kalibra 9x19mm Parabellum i .40 S&W. |
| FN Barracuda                      |          | Revolver koji promjenom dijelova cilindra može koristiti različite kalibre (9x19mm Parabellum, .38 Special i .357 Magnum).                                                                        |                         |          | |
| Automati                          |          | |                         |          | |
| FN P90                            |          | Dizajniran kao "oružje osobne obrane" s bullpup dizajnom te FN-ovim streljivom kalibra 5.7x28mm. Koristi okvire s 50 metaka te je u službi vojnih i policijskih snaga u preko 40 zemalja svijeta. | Uzi                     |          | Proizveden na temelju licence koju je dodijelila tvrtka Israel Military Industries. |
| Puške                             |          | |                         |          | |
| Karabiner 98k                     |          | Puška sa streljivom kalibra 7.92x57mm Mauser koja je proizvedena nakon 2. svj. rata. | Model 1924 / Model 1930 |          | Karabinska inačica modela Karabiner 98k. |
| Mle 1930                          |          | Belgijska inačica Browningovog modela M1918 a koristi belgijsko Mauser streljivo 7.65x53mm. | FN SPR                  |          | Snajperska puška temeljena na inačici Winchester Model 70. Može koristiti streljiva kalibra 7.62x51mm NATO i .300 Winchester Magnum a namijenjena je FBI i SWAT timovima.                         |
| FN Model 30-11                    |          | Snajperska inačica modela Karabiner 98k sa streljivom 7.62x51mm NATO. | Model 1950              |          | Nadograđena inačica Modela 1930 a koristi streljivo kalibra .30-06 Springfield. |
| FN PBR                            |          | Puška kalibra 7.62x51mm NATO koja je namijenjena policijskim snagama u ophodnji ophodnim brodovima.                                                                                               |                         |          | |
| Poluautomatske i automatske puške |          | |                         |          | |
| FN CAL                            |          | Automatska puška kalibra 5.56x45mm NATO. | FN FAL                  |          | Jurišna puška kalibra 7.62x51mm NATO. S preko 90 zemalja korisnica, jedna je od najkorištenijih pušaka u povijesti.                                                                               |
| FN FNC                            |          | Automatska puška kalibra 5.56x45mm NATO. | FN Model 1949           |          | Poluautomatska puška koja može koristiti streljiva kalibra .30-06 Springfield, 7.92x57mm Mauser, 7.62x51mm NATO i 7x57mm Mauser.                                                                  |
| FN F2000                          |          | Automatska puška bullpup dizajna sa streljivom kalibra 5.56x45mm NATO. Na pušku se može montirati kompjuterizirana optika te 40 mm bacač granata ili sačmarica.                                   | FN FS2000               |          | Poluautomatska sportska inačica modela FN F2000. |
| FN SCAR                           |          | Modularna automatska/jurišna puška prvenstveno namijenjena Američkoj jedinici za specijalne operacije (SOCOM). Koristi 5.56x45mm NATO (light) i 7.62x51mm (heavy model) streljivo.                | FN PS90                 |          | Poluautomatska sportska karabinska inačica modela FN P90. |
| FN FNAR                           |          | Poluautomatska puška kalibra 7.62x51mm NATO. | M16                     |          | Na temelju licence koju je Fabrique Nationaleu 1991. dodijelio Colt Defense posredstvom američke Vlade, FN je proizvodio ovaj američki klasik.                                                    |
| Strojnice                         |          | |                         |          | |
| Model 1930 BAR                    |          | Licencna kopija modela M1918 BAR sa streljivom kalibra 7.92x57mm Mauser. | Mk 48                   |          | Inačica modela M249 sa streljivom kalibra 7.62x51mm NATO. Razvijena je na zahtjev američkih specijalnih snaga.                                                                                    |
| M2                                |          | Teška strojnica koju je FN proizvodio na temelju Browningove licence. Koristi streljivo kalibra .50 BMG (12.7x99mm NATO).                                                                         | FN MAG                  |          | Mitraljez opće namjene sa streljivom kalibra 7.62x51mm NATO. Koristi se u preko 80 zemalja dok se u Egiptu, Argentini, SAD-u, Velikoj Britaniji, Indiji i Singapuru proizvodi na temelju licence. |
| FN Minimi                         |          | Puškomitraljez kalibra 5.56x45mm NATO. Prihvaćen je u 45 zemalja svijeta dok se u SAD-u proizvodi pod nazivom M249.                                                                               | FN BRG-15               |          | Eksperimentalna teška strojnica sa streljivom kalibra 15.5x115mm. |
| Sačmarice                         |          | |                         |          | |
| FN SLP                            |          | Poluautomatska policijska sačmarica s kapacitetom od sedam ili devet metaka. | FN TPS                  |          | Pump-action sačmarica s kapacitetom od pet ili osam metaka. Riječ je o nadograđenoj inačici Winchesterovog modela 1300.                                                                           |
| Ostalo                            |          | |                         |          | |
| 5.56x45mm                         |          | Standardan NATO-ov kalibar streljiva. | FN EGLM                 |          | Ergonomičan bacač granata namijenjen FN SCAR-u. |
| FN 303                            |          | Ne-ubojit 17 mm bacač projektila. |                         |          | |

## Vanjske poveznice
- Službena web stranica FN Herstala
- Službena web stranica podružnice FNH USA
- Službena web stranica podružnice FN Manufacturing LLC.
- Proiyvodni asortiman FNH USA 2009.
- Dick Kramer FN Artwork